# 蒂皮特 (內華達州)
蒂皮特（英語：Tippett）是位於美國內華達州白松縣的非建制地區。

## 歷史
蒂皮特的郵局於1896年設立，其後於1926年停運。

## 地理
蒂皮特所處的海拔為高於海平面1735米（即5692英呎），而該地所採用的時區為UTC-8，即太平洋时区（PST）。同時該地設有夏令時間，為UTC-8調快一小時，即UTC-7（PDT）。